# AMD-Radeon-R300-Serie

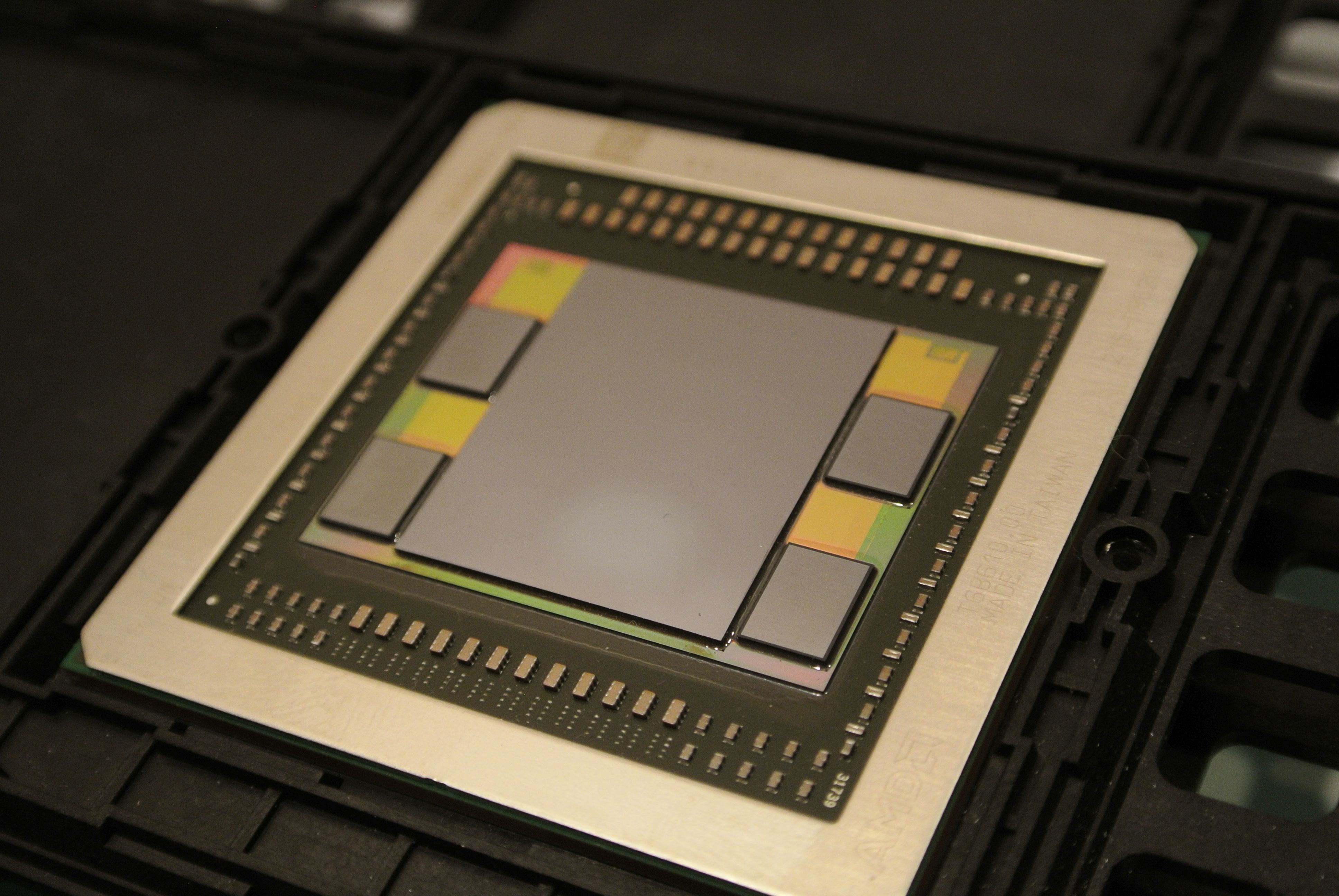
AMD Fiji mit den vier High-Bandwidth-Memory-Chips

Die Radeon-R300-Serie ist eine Serie von Desktop-Grafikchips der Firma AMD und Nachfolger der Radeon-R200-Serie. Ihr Codename ist „Pirate Islands“. Die AMD-Radeon-400-Serie löst die R300 Serie ab.

## Beschreibung
Bei der Radeon-R300-Serie handelt es sich um eine klassische Refresh-Serie. Die ersten Modelle wurden am 5. Mai 2015 veröffentlicht und waren nur für den OEM-Markt vorgesehen. Die ersten Modelle für den Retail-Markt folgten am 18. Juni 2015. Dabei handelte es sich um klassische Rebrandings, also Neuauflagen alter Modelle aus den vorherigen Serien unter neuem Namen, teilweise mit marginalen Änderungen. So handelte es sich z. B. bei der Radeon R9 380 um eine Radeon R9 285 mit leicht angehobenen Taktraten. In der Regel werden solche Rebrandings in der Fachpresse kritisch gesehen, bei der R300-Serie kam noch erschwerend hinzu, dass die Konkurrenzserie von Nvidia, die Geforce-900-Serie, bereits 9 Monate früher erschien und auf einer neuen Architektur basierte. Besonders die Verwendung der Pitcairn-GPU, nun als Trinidad bezeichnet, die bereits bei der Radeon HD 7800 eingesetzt wurde, wurde kritisiert. Positiv dagegen wurden die beiden Radeon R9 390(X)-Modelle bewertet, da sie standardmäßig mit 8 GiB großem Videospeicher ausgestattet sind und über ein sehr gutes Preis-Leistungs-Verhältnis verfügen. Nur im Bereich der Leistungsaufnahme waren diese ihren Nvidia-Kontrahenten architekturbedingt deutlich unterlegen (die R9 390X stellte mit 303 Watt sogar einen neuen Negativrekord auf).
Der Fiji-Grafikprozessor ist die einzige Neuentwicklung der R300-Serie. Technisch gesehen handelt es sich dabei um eine doppelt ausgeführte Tonga-GPU (ab der R300-Serie als Antigua bezeichnet), bestehend aus 4096 ALUs, 256 Textureinheiten und 64 ROPs bei Beibehaltung der GCN-Architektur in der Ausbaustufe 1.2. Neben dem Videoprozessor UVD 6.0 gab es maßgebliche Veränderungen am Speicherinterface: Statt GDDR5-Speicher wird erstmals der neue HBM-Speicher verbaut, weshalb Fiji über ein 4096 Bit DDR HBM-Interface verfügt. AMD gibt an, dass mit HBM-Speicher höhere Transferraten möglich sind, der Energieverbrauch reduziert werden und Platz gespart werden kann (sowohl auf dem PCB, als auch auf der GPU selbst). Der Nachteil ist dagegen, dass mit der Verwendung des HBM1-Speichers der maximale Speicherausbau auf 4 GiB beschränkt ist (erst mit HBM2-Speicher sind bis 32 GiB VRAM möglich). Da AMD genauso wie der Konkurrent Nvidia den 20-nm-Fertigungsprozess bei TSMC ausgelassen hat, wird Fiji weiterhin im 28-nm-Prozess hergestellt. Der Chip besteht aus 8,9 Mrd. Transistoren und ist 596 mm² groß. Während Nvidia bereits zahlreiche Grafikprozessoren dieser Größe hat produzieren lassen, stellt dies für AMD ein Novum dar. Bisher waren der R600 und die Hawaii-GPU mit 420 mm² bzw. 438 mm² die größten Grafikprozessoren von AMD.
Mit der Radeon R9 Fury X, welche AMD am 24. Juni 2015 vorstellte, wurde der Fiji-Grafikprozessor erstmals verwendet und kommt dabei im Vollausbau zum Einsatz. Die Karte weist dabei einige Besonderheiten auf, wie bereits an der Namensgebung zu erkennen ist, die teilweise vom restlichen Bezeichnungsschema der R300-Serie abweicht. So erhielt die Fury X im Referenzdesign eine Wasserkühlung, was normalerweise nur über die Boardpartner per Eigendesign realisiert wird (solche Eigendesigns waren bei der Fury X aber von AMD untersagt worden). AMD setzte den Listenpreis für die Fury X bei 649 US-$ fest, was identisch mit dem der Geforce GTX 980 Ti von Nvidia ist. Allerdings weist das Nvidia-Modell unter Full-HD eine rund 10 % höhere Performance auf, unter WQHD noch ungefähr 5 %. Nur unter 4K (Ultra-HD-Auflösung) kann ein Leistungsgleichstand erzielt werden. Da im Vorfeld aufgrund der durchgesickerten Hardwaredaten und der Namensgebung ein „Kampf um die Leistungsspitze“ mit der Geforce GTX Titan X erwartet worden war, nun aber nicht mal die gleich teure Geforce GTX 980 Ti geschlagen werden konnte, fiel die Bewertung in der Fachpresse dementsprechend durchwachsen aus. Dieser Effekt wurde noch durch die bessere Energieeffizienz der Nvidia-Modelle, sowie einen Fehler in der ersten Charge der Wasserkühlung (durch welchen es zu einem Pumpenfiepen kam) der Fury X verstärkt. Als ein Problem wurde vorab die Speicherbestückung von nur 4 GiB angesehen, allerdings konnte in den Testberichten eine Limitierung bei hohen Auflösungen nur in Ausnahmefällen belegt werden (die 4 GiB erwiesen sich eher als Marketingnachteil, da die Geforce GTX 980 Ti über 6 GiB verfügte).

Mit der Radeon R9 Fury stellte AMD am 10. Juli 2015 das zweite Modell auf Basis des Fiji-Grafikprozessors vor. Im Gegensatz zur Fury X ist dieser nun teildeaktiviert, d. h., es sind nun nur noch 56 der 64 Shadercluster aktiv, womit der Fury noch 3584 Shader- und 224 Textureinheiten zur Verfügung stehen. Diese Konfiguration wird bei AMD intern auch unter der Bezeichnung Fiji Pro geführt. Bei marginal geringeren Taktraten gegenüber der Fury X erreicht die Fury unter Full-HD eine rund 4 % bessere Performance im Vergleich zu Nvidias Geforce GTX 980. Bei größeren Auflösungen nahm der Vorsprung sukzessive zu (wobei die grundsätzliche Eignung der Karte für Ultra-HD Auflösung umstritten war). Da AMD nun auf ein Referenzdesign verzichtete, traten nun auch die Probleme mit der Wasserkühlung wie bei der Fury X nicht auf (der Großteil der Boardpartner griff auf Eigendesigns mit Luftkühlung zurück). In Kombination mit dem erheblich besseren Preis-Leistungs-Verhältnis wurde die Fury in der Fachpresse auch deutlich positiver bewertet als die Fury X wenige Tage zuvor. Dennoch wurde der Listenpreis von 549 US-$ für die Radeon R9 Fury als zu hoch angesehen, da Nvidia zuvor den Listenpreis für die beinahe gleich schnelle Geforce GTX 980 auf 499 US-$ abgesenkt hatte.

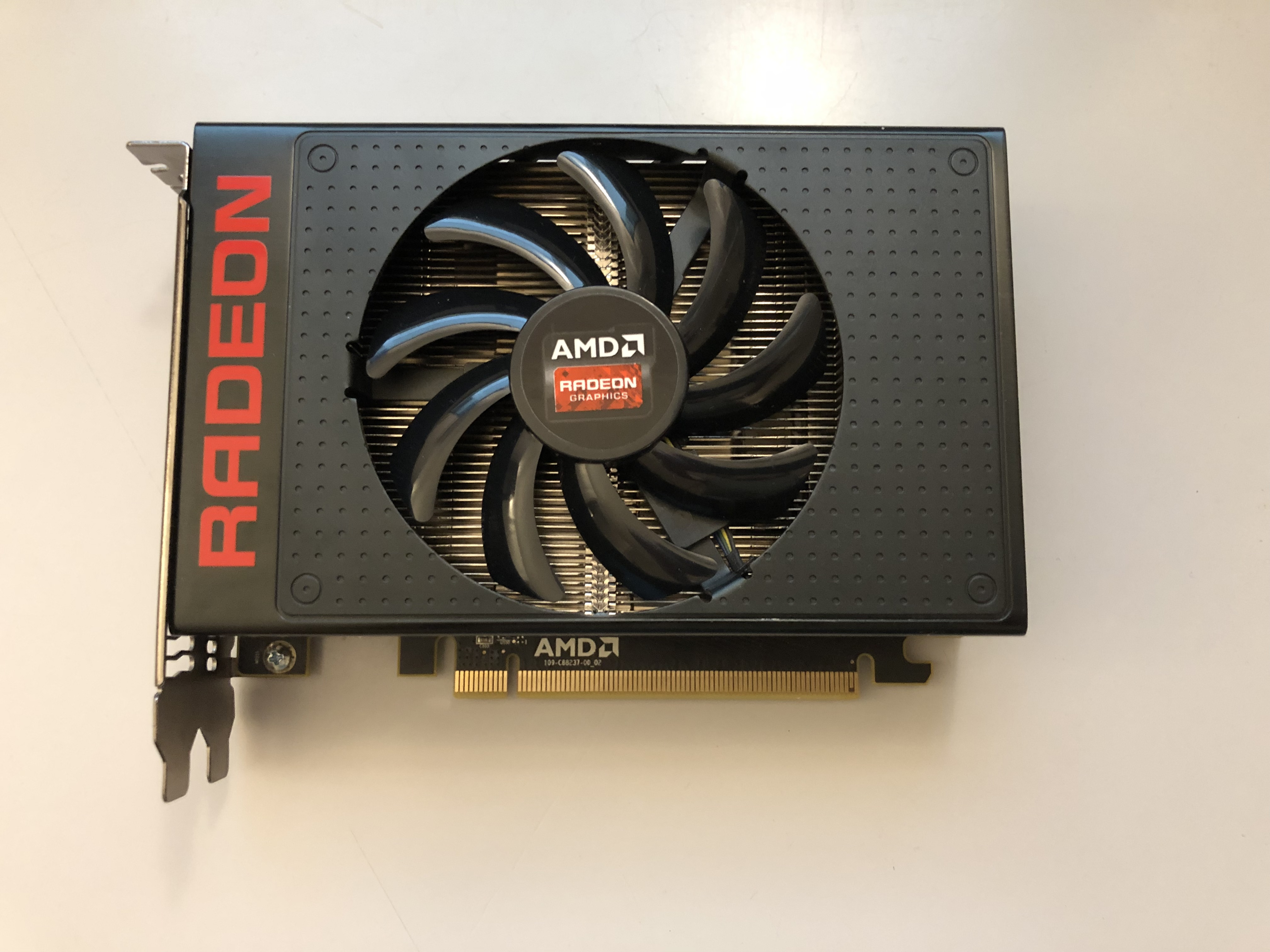
AMD R9 Nano

Bei der Radeon R9 Nano, die AMD am 10. September 2015 präsentierte, handelt es sich um eine Sondervariante der Fury X im Mini-ITX-Format. Um die dafür notwendigen Vorgaben einzuhalten, ist die Nano nur 15,3 cm lang und speziell auf den sogenannten „SweetSpot“ des verbauten Fiji-Grafikprozessors ausgelegt (d. h. der Punkt im Taktspektrum, wo man die höchste Effizienz aus Grafikkarten-Performance zur Leistungsaufnahme erreicht). Dafür nutzt AMD die Fiji-GPU erneut im Vollausbau, allerdings mit den Taktraten der Fury (1.000 MHz) und nicht der Fury X (1.050 MHz). Jedoch wurde bei Hardwaretests nachgewiesen, dass die offiziellen Taktraten von AMD in der Praxis nie erreicht werden; der tatsächliche Durchschnittstakt unter 3D-Last lag bei rund 875 MHz. Damit erreicht die Karte in etwa die Performance der Radeon R9 Fury bzw. der Geforce GTX 980. Im Vergleich zu diesen ist die Nano mit einem Listenpreis von 649 US-$ eigentlich nicht konkurrenzfähig (Radeon R9 Fury: 549 US-$, Geforce GTX 980: 499 US-$), allerdings sind beide Modelle nicht im Mini-ITX-Format verfügbar. Die dort bis dato schnellsten verfügbarsten Modelle waren die Geforce GTX 970 und die Radeon R9 390X, die aber beide deutlich langsamer als die Nano waren, weshalb diese im Marktsegment Mini-ITX als schnellste Grafikkarte ohne Konkurrenz dastand.
Am 26. April 2016 veröffentlichte AMD die Radeon Pro Duo. Dabei handelt es sich um eine Dual-Grafikkarte, die zwei Fiji-GPUs im Vollausbau nutzt und die Radeon R9 295X2 ersetzte. Technisch gesehen stellte die Radeon Pro Duo zwei Nanos auf einem PCB samt Wasserkühlung dar. Da Nvidia bei der Geforce-900-Serie auf solch eine Dualkarte verzichtete, nahm die Radeon Pro Duo eine Monopolstellung als schnellste Karte am Markt ein. AMD verbaute auf der Radeon Pro Duo, die nur im Referenzdesign auf den Markt kam, erneut eine Wasserkühlung von Cooler Master und legte den Listenpreis auf 1.499 US-$ fest.

## Datenübersicht

### Grafikprozessoren
| Grafik- chip        | Archi- tektur | Fertigung | Fertigung      | Fertigung   | Einheiten | Einheiten      | Einheiten         | Einheiten       | Einheiten       | Einheiten       | L2- Cache (in kB) | API-Support | API-Support | API-Support | API-Support | API-Support | True- Audio | Video- pro- zessor | Bus- Schnitt- stelle |
| Grafik- chip        | Archi- tektur | Pro- zess | Transi- storen | Die- Fläche | ROPs      | Unified-Shader | Unified-Shader    | Unified-Shader  | Textureinheiten | Textureinheiten | L2- Cache (in kB) | DirectX     | OpenGL      | OpenCL      | Mantle      | Vulkan      | True- Audio | Video- pro- zessor | Bus- Schnitt- stelle |
| Grafik- chip        | Archi- tektur | Pro- zess | Transi- storen | Die- Fläche | ROPs      | ALUs           | Shader- Einheiten | Shader- Cluster | TAUs            | TMUs            | L2- Cache (in kB) | DirectX     | OpenGL      | OpenCL      | Mantle      | Vulkan      | True- Audio | Video- pro- zessor | Bus- Schnitt- stelle |
| ------------------- | ------------- | --------- | -------------- | ----------- | --------- | -------------- | ----------------- | --------------- | --------------- | --------------- | ----------------- | ----------- | ----------- | ----------- | ----------- | ----------- | ----------- | ------------------ | -------------------- |
| Oland               | GCN 1         | 28 nm     | 1,04 Mrd.      | 090 mm²     | 08        | 0384           | 024× Vec16-SIMD   | 06              | 024             | 024             | k. A.             | 11.1        | 4.5+        | 1.2+        | ja          | 1.0         | nein        | UVD 3.1            | PCIe 3.0             |
| Tobago (Bonaire)    | GCN 2         | 28 nm     | 2,08 Mrd.      | 160 mm²     | 16        | 0896           | 056× Vec16-SIMD   | 14              | 056             | 056             | k. A.             | 12.0        | 4.5+        | 2.0+        | ja          | 1.1         | ja          | UVD 4.2            | PCIe 3.0             |
| Trinidad (Pitcairn) | GCN 1         | 28 nm     | 2,80 Mrd.      | 212 mm²     | 32        | 1280           | 080× Vec16-SIMD   | 20              | 080             | 080             | 0512              | 11.1        | 4.5+        | 1.2+        | ja          | 1.0         | nein        | UVD 3.1            | PCIe 3.0             |
| Antigua (Tonga)     | GCN 3         | 28 nm     | 5,00 Mrd.      | 359 mm²     | 32        | 2048           | 128× Vec16-SIMD   | 32              | 128             | 128             | 0768              | 12.0        | 4.5+        | 2.0+        | ja          | 1.1         | ja          | UVD 5.0            | PCIe 3.0             |
| Grenada (Hawaii)    | GCN 2         | 28 nm     | 6,20 Mrd.      | 438 mm²     | 64        | 2816           | 176× Vec16-SIMD   | 44              | 176             | 176             | 1024              | 12.0        | 4.5+        | 2.0+        | ja          | 1.1         | ja          | UVD 4.2            | PCIe 3.0             |
| Fiji                | GCN 3         | 28 nm     | 8,90 Mrd.      | 596 mm²     | 64        | 4096           | 256× Vec16-SIMD   | 64              | 256             | 256             | 2048              | 12.0        | 4.5+        | 2.0+        | ja          | 1.1         | ja          | UVD 6.0            | PCIe 3.0             |

### Modelldaten
| Modell              | Offizieller Launch | Grafikprozessor (GPU) | Grafikprozessor (GPU) | Grafikprozessor (GPU) | Grafikprozessor (GPU) | Grafikprozessor (GPU) | Grafikprozessor (GPU) | Grafikprozessor (GPU) | Grafikspeicher | Grafikspeicher | Grafikspeicher      | Leistungsdaten             | Leistungsdaten             | Leistungsdaten | Leistungsdaten | Leistungsdaten                 |
| Modell              | Offizieller Launch | Typ                   | Aktive Einheiten      | Aktive Einheiten      | Aktive Einheiten      | Aktive Einheiten      | Takt in MHz           | Takt in MHz           | Größe          | Takt in MHz    | Speicher- interface | Rechenleistung (in GFlops) | Rechenleistung (in GFlops) | Füllrate       | Füllrate       | Speicher- band- breite in GB/s |
| Modell              | Offizieller Launch | Typ                   | ROPs                  | Shader- Cluster       | ALUs                  | Textur- einheiten     | Takt in MHz           | Takt in MHz           | Größe          | Takt in MHz    | Speicher- interface | Rechenleistung (in GFlops) | Rechenleistung (in GFlops) | Pixel in GP/s  | Texel in GT/s  | Speicher- band- breite in GB/s |
| Modell              | Offizieller Launch | Typ                   | ROPs                  | Shader- Cluster       | ALUs                  | Textur- einheiten     | Standard              | Boost                 | Größe          | Takt in MHz    | Speicher- interface | SP (MAD)                   | DP (FMA)                   | Pixel in GP/s  | Texel in GT/s  | Speicher- band- breite in GB/s |
| ------------------- | ------------------ | --------------------- | --------------------- | --------------------- | --------------------- | --------------------- | --------------------- | --------------------- | -------------- | -------------- | ------------------- | -------------------------- | -------------------------- | -------------- | -------------- | ------------------------------ |
| Radeon R5 330 (OEM) | 5. Mai 2015        | Oland                 | 08                    | 05                    | 0320                  | 020                   | 0830                  | 0855                  | 2 GB DDR3      | 0900           | 0128 Bit            | 0531,2                     | 033,2                      | 06,64          | 016,6          | 028,8                          |
| Radeon R5 340 (OEM) | 5. Mai 2015        | Oland                 | 08                    | 06                    | 0384                  | 024                   | 0800                  | 0825                  | 2 GB DDR3      | 0900           | 0128 Bit            | 0614,4                     | 038,4                      | 06,4           | 019,2          | 028,8                          |
| Radeon R5 340 (OEM) | 5. Mai 2015        | Oland                 | 08                    | 06                    | 0384                  | 024                   | 0800                  | 0825                  | 2 GB GDDR5     | 1125           | 0128 Bit            | 0614,4                     | 038,4                      | 06,4           | 019,2          | 072                            |
| Radeon R7 340 (OEM) | 5. Mai 2015        | Oland                 | 08                    | 06                    | 0384                  | 024                   | 0730                  | 0780                  | 2...4 GB DDR3  | 0900           | 0128 Bit            | 0560,6                     | 035                        | 05,8           | 017,5          | 028,8                          |
| Radeon R7 340 (OEM) | 5. Mai 2015        | Oland                 | 08                    | 06                    | 0384                  | 024                   | 0730                  | 0780                  | 1...2 GB GDDR5 | 1125           | 0128 Bit            | 0560,6                     | 035                        | 05,8           | 017,5          | 072                            |
| Radeon R7 350 (OEM) | 5. Mai 2015        | Oland                 | 08                    | 06                    | 0384                  | 024                   | 1000                  | 1050                  | 2 GB DDR3      | 0900           | 0128 Bit            | 0768                       | 048                        | 08             | 024            | 028,8                          |
| Radeon R7 350 (OEM) | 5. Mai 2015        | Oland                 | 08                    | 06                    | 0384                  | 024                   | 1000                  | 1050                  | 1 GB GDDR5     | 1125           | 0128 Bit            | 0768                       | 048                        | 08             | 024            | 072                            |
| Radeon R7 360       | 18. Jun. 2015      | Tobago                | 16                    | 12                    | 0768                  | 048                   | 1000                  | 1050                  | 2 GB GDDR5     | 1625           | 0128 Bit            | 01536                      | 096                        | 016            | 048            | 0104                           |
| Radeon R7 370       | 18. Jun. 2015      | Trinidad              | 32                    | 16                    | 1024                  | 064                   | 0950                  | 0975                  | 2 GB GDDR5     | 1400           | 0256 Bit            | 01945,6                    | 0121,6                     | 030,4          | 060,8          | 0179,2                         |
| Radeon R7 370       | 18. Jun. 2015      | Trinidad              | 32                    | 16                    | 1024                  | 064                   | 0950                  | 0975                  | 4 GB GDDR5     | 1400           | 0256 Bit            | 01945,6                    | 0121,6                     | 030,4          | 060,8          | 0179,2                         |
| Radeon R9 360 (OEM) | 5. Mai 2015        | Tobago                | 16                    | 12                    | 0768                  | 048                   | 1000                  | 1050                  | 2 GB GDDR5     | 1625           | 0128 Bit            | 01536                      | 096                        | 016            | 048            | 0104                           |
| Radeon R9 370 (OEM) | 5. Mai 2015        | Trinidad              | 32                    | 16                    | 1024                  | 064                   | 0925                  | 0975                  | 2 GB GDDR5     | 1400           | 0256 Bit            | 01894                      | 0118,4                     | 029,6          | 059,2          | 0179,2                         |
| Radeon R9 370 (OEM) | 5. Mai 2015        | Trinidad              | 32                    | 16                    | 1024                  | 064                   | 0925                  | 0975                  | 4 GB GDDR5     | 1400           | 0256 Bit            | 01894                      | 0118,4                     | 029,6          | 059,2          | 0179,2                         |
| Radeon R9 380 (OEM) | 5. Mai 2015        | Antigua               | 32                    | 28                    | 1792                  | 112                   | k. A.                 | 0918                  | 2 GB GDDR5     | 1375           | 0256 Bit            | 03290                      | 0206                       | 029,8          | 102,8          | 0176                           |
| Radeon R9 380       | 18. Jun. 2015      | Antigua               | 32                    | 28                    | 1792                  | 112                   | k. A.                 | 0970                  | 2 GB GDDR5     | 1425           | 0256 Bit            | 03476,5                    | 0217,3                     | 031            | 108,6          | 0182                           |
| Radeon R9 380       | 18. Jun. 2015      | Antigua               | 32                    | 28                    | 1792                  | 112                   | k. A.                 | 0970                  | 4 GB GDDR5     | 1425           | 0256 Bit            | 03476,5                    | 0217,3                     | 031            | 108,6          | 0182                           |
| Radeon R9 380X      | 19. Nov. 2015      | Antigua               | 32                    | 32                    | 2048                  | 128                   | k. A.                 | 0970                  | 4 GB GDDR5     | 1425           | 0256 Bit            | 03973,1                    | 0248,3                     | 031            | 124,2          | 0182                           |
| Radeon R9 390       | 18. Jun. 2015      | Grenada               | 64                    | 40                    | 2560                  | 160                   | k. A.                 | 1000                  | 8 GB GDDR5     | 1500           | 0512 Bit            | 05120                      | 0640                       | 064            | 160            | 0384                           |
| Radeon R9 390X      | 18. Jun. 2015      | Grenada               | 64                    | 44                    | 2816                  | 176                   | k. A.                 | 1050                  | 8 GB GDDR5     | 1500           | 0512 Bit            | 05913,6                    | 0739,2                     | 067,2          | 184,8          | 0384                           |
| Radeon R9 Fury      | 10. Jul. 2015      | Fiji                  | 64                    | 56                    | 3584                  | 224                   | k. A.                 | 1000                  | 4 GB HBM1      | 0500           | 4096 Bit            | 07168                      | 0448                       | 064            | 224            | 0512                           |
| Radeon R9 Nano      | 10. Sep. 2015      | Fiji                  | 64                    | 64                    | 4096                  | 256                   | k. A.                 | 1000                  | 4 GB HBM1      | 0500           | 4096 Bit            | 08192                      | 0512                       | 064            | 256            | 0512                           |
| Radeon R9 Fury X    | 24. Jun. 2015      | Fiji                  | 64                    | 64                    | 4096                  | 256                   | k. A.                 | 1050                  | 4 GB HBM1      | 0500           | 4096 Bit            | 08601,6                    | 0537,6                     | 067,2          | 268,8          | 0512                           |
| Radeon Pro Duo      | 26. Apr. 2016      | 2× Fiji (Gemini)      | 2× 64                 | 2× 64                 | 2× 4096               | 2× 256                | k. A.                 | 1000                  | 2× 4 GB HBM1   | 0500           | 2× 4096 Bit         | 16384                      | 1024                       | 128            | 512            | 1024                           |

### Leistungsaufnahmedaten
| Modell              | Typ              | Verbrauch (Watt) | Verbrauch (Watt) | Verbrauch (Watt) | Verbrauch (Watt) | zusätzliche Strom- stecker |
| Modell              | Typ              | TDP              | Messwerte        | Messwerte        | Messwerte        | zusätzliche Strom- stecker |
| Modell              | Typ              | TDP              | Idle             | 3D-Last          | Maximallast      | zusätzliche Strom- stecker |
| ------------------- | ---------------- | ---------------- | ---------------- | ---------------- | ---------------- | -------------------------- |
| Radeon R5 330 (OEM) | Oland            | 050 W            | k. A.            | k. A.            | k. A.            | keine                      |
| Radeon R5 340 (OEM) | Oland            | 065 W            | k. A.            | k. A.            | k. A.            | keine                      |
| Radeon R7 340 (OEM) | Oland            | 050 W            | k. A.            | k. A.            | k. A.            | keine                      |
| Radeon R7 350 (OEM) | Oland            | 065 W            | k. A.            | k. A.            | k. A.            | keine                      |
| Radeon R7 360       | Tobago           | 100 W            | k. A.            | k. A.            | k. A.            | 1× 6-Pin                   |
| Radeon R7 370       | Trinidad         | 110 W            | 11 W             | 108 W            | k. A.            | 1× 6-Pin                   |
| Radeon R9 360 (OEM) | Tobago           | 085 W            | k. A.            | k. A.            | k. A.            | 1× 6-Pin                   |
| Radeon R9 370 (OEM) | Trinidad         | 150 W            | k. A.            | k. A.            | k. A.            | 1× 6-Pin                   |
| Radeon R9 380 (OEM) | Antigua          | 190 W            | k. A.            | k. A.            | k. A.            | 2× 6-Pin                   |
| Radeon R9 380       | Antigua          | 190 W            | 14 W             | 179 W            | k. A.            | 2× 6-Pin                   |
| Radeon R9 380X      | Antigua          | 190 W            | 14 W             | 188 W            | k. A.            | 2× 6-Pin                   |
| Radeon R9 390       | Grenada          | 275 W            | 15 W             | 250 W            | k. A.            | 1× 6-Pin 1× 8-Pin          |
| Radeon R9 390X      | Grenada          | 275 W            | 15 W             | 303 W            | k. A.            | 1× 6-Pin 1× 8-Pin          |
| Radeon R9 Fury      | Fiji             | 275 W            | 15 W             | 256 W            | k. A.            | 2× 8-Pin                   |
| Radeon R9 Nano      | Fiji             | 175 W            | 13 W             | 183 W            | k. A.            | 1× 8-Pin                   |
| Radeon R9 Fury X    | Fiji             | 275 W            | 21 W             | 289 W            | k. A.            | 2× 8-Pin                   |
| Radeon Pro Duo      | 2× Fiji (Gemini) | 350 W            | k. A.            | k. A.            | k. A.            | 3× 8-Pin                   |